# Frank Chance
Frank Leroy Chance (Salida, 9 settembre 1876 – Los Angeles, 15 settembre 1924) è stato un giocatore di baseball e allenatore di baseball statunitense di ruolo prima base nella Major League Baseball (MLB). È stato introdotto nella National Baseball Hall of Fame nel 1946.

## Carriera
Chance giocò nella Major League Baseball per i Chicago Cubs (inizialmente chiamati "Orphans") e i New York Yankees dal 1898 al 1914. Fu anche il manager di Cubs, Yankees e Boston Red Sox.
Scoperto dai Cubs in una squadra semi-professionistica mentre frequentava il college, Chance debuttò nel 1898, giocando sporadicamente. Nel 1903 divenne il prima base titolare 1905 succedette a Frank Selee come manager della squadra. Chance guidò i Cubs a quattro titoli della National League nell'arco di quattro anni (1906–1910) e vinse le World Series nel 1907 e 1908. Con Joe Tinker e Johnny Evers, Chance formò una forte combinazione nei doppi giochi, che fu immortalata nel verso "Tinker-to-Evers-to-Chance" nella poesia "Baseball's Sad Lexicon".
Lasciato senza contratto dai Cubs dopo la stagione 1912, Chance firmò con gli Yankees, dove occupò il doppio ruolo di giocatore-manager per due stagioni. Fece ritorno nella MLB nel 1923 come manager dei Red Sox, mentre l'anno seguente fu nominato manager dei Chicago White Sox, ruolo che non occupò mai a causa della malattia che gli tolse la vita nel 1924.
Noto per le sue abilità di leader, Chance si guadagnò il soprannome di "Peerless Leader". È ancora il miglior manager della storia dei Cubs per percentuale di vittorie.

## Palmarès

### Club
- World Series: 2

Chicago Cubs: 1907 e 1908 (come giocatore e allenatore)

### Individuale
- Leader della National League in basi rubate: 2

1903, 1906

## Filmografia
- World Series Baseball Game
- World's Championship Series - cortometraggio, documentario (1910)
- Animated Weekly, No. 58
- Pathé's Weekly, No. 18
- Pathé's Weekly, No. 21
- Frank Chance Day Baseball Festival - cortometraggio, documentario (1913)
- Baseball's Peerless Leader, regia di Leopold Wharton - cortometraggio, documentario (1913)
- Animated Weekly, No. 109
- Hearst-Vitagraph News Pictorial, No. 17
- Animated Weekly, No. 16